# Origens (álbum)
Origens é o quarto álbum ao vivo da cantora e compositora brasileira Paula Fernandes. Foi lançado em 26 de julho de 2019 pela Universal Music. O álbum contém 22 faixas, o repertório do disco é baseado em sucessos da carreira da cantora com inclusão de sete canções inéditas.
No dia 23 de setembro de 2019, a cantora lança o segundo single do álbum: "Não Te Troquei por Ela", que é um dueto com participação de Gustavo Mioto. A canção já figura entre as mais tocadas nas rádios de São Paulo.
O álbum venceu o Grammy Latino 2020 na categoria de Melhor Álbum de Música Sertaneja.

## Sobre o álbum
O show foi programado para acontecer no dia dos namorados, 12 de junho de 2019, na Lagoa da Boa Vista em Sete Lagoas, cidade natal da cantora, por isso o projeto leva o nome de Origens. O cenário é formado  por painéis de LED, projetando diversas imagens com o andamento do show e das canções. O projeto têm a direção visual de Joana Mazzuchelli e a direção musical de Ivan Miyazato.
Singles e participações
O primeiro single "Juntos" é uma releitura do sucesso internacional Shallow, foi lançado em parceria com Luan Santana em 19 de maio de 2019, e posteriormente solo.
O projeto possui três participações, do cantor Gustavo Mioto na faixa "Não Te Troquei por Ela", sendo o segundo single, da cantora paulistana Kell Smith na faixa "Prometo" lançada como terceiro single, onde Kell assina como compositora juntamente com Bruno Alves, e também da dupla sertaneja César Menotti & Fabiano na faixa "Te Amo Sem Querer". O álbum gerou três singles promocionais "Fingindo Paixão", "Virou Mania" e "Sonho da Caça"

## Prêmios e indicações
| Ano  | Premiação     | Categoria                        | Resultado |
| ---- | ------------- | -------------------------------- | --------- |
| 2020 | Grammy Latino | Melhor Álbum de Música Sertaneja | Venceu    |

## Lista de faixas
Edição Digital e DVD
| N.º            | Título                                                              | Compositor(es)                                                                                 | Duração  |  |
| 1.             | "Seio de Minas"                                                     | Paula Fernandes                                                                                | 2:30     |  |
| 2.             | "Fingindo Paixão"                                                   | Fernandes Gustavo Fagundes                                                                     | 3:13     |  |
| 3.             | "Beijo Bom"                                                         | Bruno Caliman Rafael Torres Fernandes                                                          | 3:36     |  |
| 4.             | "Se o Coração Viajar"                                               | Fernandes                                                                                      | 3:11     |  |
| 5.             | "Não Te Troquei por Ela" (Part. Gustavo Mioto)                      | Fernandes                                                                                      | 3:18     |  |
| 6.             | "Não Precisa"                                                       | Victor Chaves                                                                                  | 3:30     |  |
| 7.             | "Resgate"                                                           | Fernandes                                                                                      | 2:37     |  |
| 8.             | "Sensações"                                                         | Fernandes                                                                                      | 3:38     |  |
| 9.             | "Prometo" (Part. Kell Smith)                                        | Kell Smith Bruno Alves                                                                         | 3:18     |  |
| 10.            | "Juntos"                                                            | Lady Gaga Andrew Wyatt Anthony Rossomando Mark Ronson Fernandes                                | 3:37     |  |
| 11.            | "Sonho da Caça"                                                     | Fernandes                                                                                      | 3:05     |  |
| 12.            | "Te Amo Sem Querer" (Part. César Menotti & Fabiano)                 | Fernandes                                                                                      | 3:08     |  |
| 13.            | "Ladrão de Mulher / A Coisa Tá Feia / Pagode" (Part. César Menotti) | Vieirinha Vieira Tião Carreiro Lourival dos Santos Carreirinho                                 | 4:29     |  |
| 14.            | "Meu Eu em Você"                                                    | Fernandes                                                                                      | 4:15     |  |
| 15.            | "Traidor"                                                           | Fernandes                                                                                      | 3:14     |  |
| 16.            | "Eu Sem Você / Um Ser Amor"                                         | Fernandes Zezé Di Camargo                                                                      | 6:10     |  |
| 17.            | "Hora Certa"                                                        | Fernandes                                                                                      | 3:50     |  |
| 18.            | "Virou Mania"                                                       | Fernandes                                                                                      | 2:56     |  |
| 19.            | "Navegar em Mim"                                                    | Fernandes                                                                                      | 3:10     |  |
| 20.            | "Evidências / Vida Vazia / Cadê Você?"                              | José Augusto Marcelo Justino de Moraes Odair José Paulo Sérgio Valle Vinícius Félix de Miranda | 4:22     |  |
| 21.            | "Pássaro de Fogo"                                                   | Fernandes                                                                                      | 4:21     |  |
| 22.            | "Porque a Resposta É o Amor"                                        | Smith Alves                                                                                    | 3:15     |  |
| Duração total: | Duração total:                                                      | Duração total:                                                                                 | 01:18:42 |  |

CD
| Lista de faixas |                                                     |                                        |          |  |
| N.º             | Título                                              | Compositor(es)                         | Duração  |  |
| 1.              | "Fingindo Paixão"                                   | Fernandes Fagundes                     | 3:14     |  |
| 2.              | "Beijo Bom"                                         | Caliman Torres Fernandes               | 3:36     |  |
| 3.              | "Se o Coração Viajar"                               | Fernandes                              | 3:12     |  |
| 4.              | "Não Te Troquei por Ela" (Part. Gustavo Mioto)      | Fernandes                              | 3:19     |  |
| 5.              | "Não Precisa"                                       | Chaves                                 | 3:30     |  |
| 6.              | "Resgate"                                           | Fernandes                              | 2:37     |  |
| 7.              | "Sensações"                                         | Fernandes                              | 3:38     |  |
| 8.              | "Prometo" (Part. Kell Smith)                        | Smith Alves                            | 3:19     |  |
| 9.              | "Juntos"                                            | Gaga Wyatt Rossomando Ronson Fernandes | 3:37     |  |
| 10.             | "Sonho da Caça"                                     | Fernandes                              | 3:05     |  |
| 11.             | "Te Amo Sem Querer" (Part. César Menotti & Fabiano) | Fernandes                              | 3:08     |  |
| 12.             | "Meu Eu em Você"                                    | Fernandes                              | 4:15     |  |
| 13.             | "Traidor"                                           | Fernandes                              | 3:14     |  |
| 14.             | "Hora Certa"                                        | Fernandes                              | 3:50     |  |
| 15.             | "Virou Mania"                                       | Fernandes                              | 2:57     |  |
| 16.             | "Navegar em Mim"                                    | Fernandes                              | 3:10     |  |
| 17.             | "Pássaro de Fogo"                                   | Fernandes                              | 4:21     |  |
| 18.             | "Porque a Resposta É o Amor"                        | Smith Alves                            | 3:16     |  |
| Duração total:  | Duração total:                                      | Duração total:                         | 01:01:18 |  |

## Desempenho nas tabelas musicais
| Parada musical (2019)        | Melhor posição |   |
| ---------------------------- | -------------- | - |
| Brasil (TOP 20 Semanal ABPD) | Melhor posição | 2 |

## Histórico de lançamentos
| País   | Data                | Formato                    | Gravadora       | Catálogo     |
| ------ | ------------------- | -------------------------- | --------------- | ------------ |
| Brasil | 26 de julho de 2019 | Download digital streaming | Universal Music |              |
| Brasil | 5 de março de 2020  | CD DVD                     | Universal Music | 060257798780 |